# 籐子 (アルバム)
『籐子』（とうこ）は、tohkoの1枚目のアルバム。1998年8月26日にフライトマスター（ポニーキャニオン）から発売された。規格品番：PCCA-01223。
小室哲哉と日向大介の共同プロデュースで、12曲中4曲はシングル曲。

## 収録曲
| #         | タイトル                                                 | 作詞            | 作曲                  | 編曲                  | 時間  |
| --------- | -------------------------------------------------------- | --------------- | --------------------- | --------------------- | ----- |
| 1.        | 「take a breath」                                        | 小室哲哉、 MARC | 小室哲哉              | 日向大介              | 4:27  |
| 2.        | 「is it too late?」                                      | 前田たかひろ    | 松尾和博              | 松尾和博              | 4:35  |
| 3.        | 「BAD LUCK ON LOVE 〜BLUES ON LIFE〜」                   | MARC            | 日向大介              | 日向大介              | 3:30  |
| 4.        | 「ふわふわ ふるる」                                      | 小室哲哉、 MARC | 小室哲哉              | 小室哲哉              | 5:00  |
| 5.        | 「It's all about us 〜from the motion picture "BEAT"〜」 | 小室哲哉、 MARC | 小室哲哉、 久保こーじ | 小室哲哉、 久保こーじ | 6:29  |
| 6.        | 「etude 1」                                              | -               | 小室哲哉              | 小室哲哉              | 3:13  |
| 7.        | 「LOOPな気持ち」                                         | 小室哲哉        | 日向大介              | 日向大介              | 4:29  |
| 8.        | 「Orgel」                                                | HIROSHI         | 久保こーじ            | 久保こーじ            | 5:18  |
| 9.        | 「I'll be there」                                        | HIROSHI         | 久保こーじ            | 松尾和博              | 5:24  |
| 10.       | 「eternal dreams」                                       | MARC            | 日向大介              | 日向大介              | 4:49  |
| 11.       | 「and now the party's over」                             | MARC            | 久保こーじ            | 久保こーじ            | 5:22  |
| 12.       | 「ANGEL」                                                | MARC            | 日向大介              | 日向大介              | 4:03  |
| 合計時間: | 合計時間:                                                | 合計時間:       | 合計時間:             | 合計時間:             | 56:39 |

## 楽曲解説
1. take a breath
小室哲哉が最初にtohkoに書き下ろした楽曲で、シングル化の予定もあった[1]。
2. is it too late?
ボーカルディレクションを担当した松尾和博の提案により、男の子の気持ちで歌った[1]。
3. BAD LUCK ON LOVE ～BLUES ON LIFE～
1枚目のシングル。
perfecTV!「STAR digio」CMソング。
4. ふわふわ ふるる
3枚目のシングル。
カネボウ「テスティモII」CMソング。
5. It's all about us 〜from the motion picture "BEAT"〜
後に4枚目のシングルとしてリカット。
松竹映画『BEAT』主題歌。
tohkoの楽曲では初めて、小室がコーラスを担当した[1]。
6. etude 1
小室によるピアノ・インストゥルメンタル。小室のレコーディングの様子を横で見ていたtohkoは「太陽が昇る瞬間や生命の誕生」という印象を受けた[1]。
7. LOOPな気持ち
2枚目のシングル。
明治乳業「ブリック」CMソング。
8. Orgel
後に4枚目のシングルのカップリングとしてリカット。
最初は優しく歌うことを心掛けていたが、作詞を担当したHIROSHIのアドバイスにより、リズムに乗って歌った[1]。
9. I'll be there
tohkoによればこの曲の歌詞は、作詞を担当したHIROSHIが、自身の出席した友人の結婚式に触発されて書いたものだという[1]。
10. eternal dreams
tohkoは仮歌を入れる際に、歌い出しの部分を間違って1オクターブ高く歌っており、それを聴いた日向大介に「いくらなんでも、ここは下のキーだよ。それにしても、よく出るねぇ...」と驚かれた[1]。
11. and now the party's over
当初、tohkoは自分なりに切なさを出して歌っていたが、スタッフから「もう少しtohkoらしさを出した方がいい」と言われ、その葛藤からレコーディング中に初めて泣いてしまった。最終的にはtohkoの歌への頑固さにスタッフが根負けする形となり、当初のテイクが採用された[1]。
12. ANGEL

## クレジット

### レコーディングメンバー
take a breath (#1)
- 小室哲哉 : Keyboards, Vocal Directed
- 日向大介 : Keyboards
- Rowan Robertson : Guitars
- Bud Rizzo : Bass
- John Van Nest : Mixed

is it too late? (#2)
- 久保こーじ : Keyboards
- 松尾和博 : Guitars, Vocal Directed
- 住吉中 : Bass
- 西司 : Backing Vocals
- John Van Nest : Mixed

BAD LUCK ON LOVE 〜BLUES ON LIFE〜 (#3)
- 日向大介 : Keyboards, Vocal Directed, Mixed
- Bud Rizzo : Guitars, Bass
- Rafael Padilla : Percussion

ふわふわ ふるる (#4)
- 小室哲哉 : Keyboards
- 松尾和博 : Guitars, Vocal Directed
- Dave Ford : Mixed

It's all about us 〜from the motion picture "BEAT"〜 (#5)
- 小室哲哉 : Keyboards
- 久保こーじ : Keyboards
- 松尾和博 : Guitars
- 佐野健二 : Bass
- マーク・パンサー : Blues Harp
- 清水彰彦 : Vocal Directed
- John Van Nest : Mixed

etude 1 (#6)
- 小室哲哉 : Piano
- John Van Nest : Mixed

LOOPな気持ち (#7)
- Randy Waldman : Orchestra Arranged
- 日向大介 : Keyboards, Vocal Directed, Mixed
- Bud Rizzo : Guitars, Bass
- Rafael Padilla : Percussion
- Jimi Paxton : Drums

Orgel (#8)
- 久保こーじ : Piano, Keyboards
- 松尾和博 : Guitars, Vocal Directed
- 住吉中 : Bass
- John Van Nest : Mixed

I'll be there (#9)
- 久保こーじ : Keyboards
- 松尾和博 : Guitars
- 住吉中 : Bass
- 二宮英樹 : Vocal Directed
- John Van Nest : Mixed

eternal dreams (#10)
- 日向大介 : Keyboards, Vocal Directed, Mixed
- Buz Rizzo  : Guitars
- 反町信之助 : Guitars
- Chris Chaney : Bass
- Rafael Padilla : Percussion

and now the party's over (#11)
- 久保こーじ : Keyboards, Guitars
- 松尾和博 : Guitars
- マーク・パンサー : Blues Harp
- 二宮英樹 : Vocal Directed
- John Van Nest : Mixed

ANGEL (#12)
- 日向大介 : Keyboards, Vocal Directed, Mixed
- Buz Rizzo  : Guitars
- 反町信之助 : Guitars
- Chris Chaney : Bass
- Rafael Padilla : Percussion

### スタッフ
- Produeced : 小室哲哉, 日向大介
- Mastered : Chris Bellman (Bernie Grundman Mastering Hollywood)
- Recorded : 若公俊広, 石井達也, 松谷秀次, 小西賢治, Troy Gonzalez
- Assisted : 佐竹央行, おかのたかし, 近藤久芳
- Synthesizer Programming : 村上章久, 松本零士
- Equipment Technician : 岩佐俊秀
- Executive A&R : 渡辺有三
- A&R : 石川和雄, 熊谷伍朗